# Рам, Карл
Карл Рам (нем. Karl Rahm; 2 апреля 1907, Клостернойбург, Австро-Венгрия — 30 апреля 1947, Литомержице, Чехословакия) — австрийский оберштурмфюрер СС, комендант концлагеря Терезиенштадт на территории оккупированной Чехословакии.

## Биография
Карл Рам родился 2 апреля 1907 года в семье австрийского железнодорожного служащего. Восемь лет проучился в школе. Впоследствии изучал специальность слесаря-сборщика, однако через год после окончания обучения стал безработным. Рам принимал активное участие в деятельности профсоюза работников по металлу и в 1925 году стал членом социал-демократической партии Австрии. С 1927 по 1933 года был служащим австрийских войск, а затем снова стал безработным. 1 февраля 1934 года присоединился к запрещённой в Австрии ячейке НСДАП и СС (№ 296534) тем самым был вовлечён в незаконную деятельность. 1 мая 1938 года был официально принят в нацистскую партию (билет № 6222124). С февраля 1939 года под руководством Адольфа Эйхмана работал в центре по еврейской эмиграции в Вене. С октября 1940 по февраль 1944 года в центре по еврейской эмиграции в Праге под руководством Ганса Гюнтера участвовал в грабеже евреев, вынужденных уезжать из страны. Рам был женат, и у него было трое детей. Его брат Франц, будучи коммунистом, был заключён в концлагерь Дахау.
С 8 февраля 1944 года действовал в качестве последнего коменданта так называемого концлагеря Терезиенштадт, который снаружи представлял собой гетто. До 5 мая 1945 года оставался на этом посту, который ему предоставил Эйхман и Гюнтер. Четверть заключенных (примерно 33 000 человек) умерли там прежде всего от ужасных условий жизни. Примерно 88 000 заключённых были в дальнейшем депортированы в концлагерь Освенцим и другие лагеря смерти, такие как Собибор, Треблинка и Майданек. 
Под руководством Рама в лагере были проведены «работы по благоустройству», скрывающие действительность происходящего, чтобы при посещении представителей Красного Креста в июне 1944 года использовать это в пропагандистских целях и противодействовать зарубежным представлениям о массовом убийстве евреев, которые нацисты отрицали как «омерзительную пропаганду». Для этого Рамом был снят пропагандистский фильм «Терезиенштадт. Документальный фильм из еврейского поселения», который был предназначен для иностранной публики, но в связи с приближающимся концом войны мог быть показан только на закрытых сеансах единичным представителям иностранных организаций. Затем действующие лица были убиты в Освенцим. При Раме количество заключённых, отправленных в лагерь Аушвиц-Биркенау, значительно возросло. 
К концу войны бежал в Австрию, где был арестован и потом экстрадирован в Чехословакию. В Литомержице был приговорён к смертной казни и 30 апреля 1947 года повешен.